# The Wilds (série de televisão)
The Wilds (no Brasil, The Wilds: Vidas Selvagens / em Portugal, A Ilha) é uma série de televisão via streaming dramática norte-americana criada por Sarah Streicher que foi lançada no Amazon Prime Video em 11 de dezembro de 2020. A série é sobre um grupo de jovens tentando sobreviver em uma ilha deserta após um acidente de avião. O site Refinery29 descreveu a série como "partes iguais de drama adolescente angustiante e aventura de sobrevivência". No mesmo mês, a série foi renovada para uma segunda temporada que foi lançada em 6 de maio de 2022.
 Em 28 de julho de 2022 a Prime Video acabou anunciando que cancelou a série, sem prestar detalhes sobre o motivo.

## Premissa
The Wilds segue um grupo de adolescentes de origens radicalmente diferentes que se encontram presos em uma ilha remota, sem saber que se tornaram objeto de um elaborado experimento social.

## Elenco e personagens

### Principal
- Sophia Taylor Ali como Fatin Jadmani,[7] a garota rica e mimada entre o grupo de sobreviventes
- Shannon Berry como Dot Campbell, uma garota texana e durona com habilidades de sobrevivência na selva entre o grupo de sobreviventes
- Jenna Clause como Martha Blackburn,[7] uma nativa americana amante dos animais entre o grupo de sobreviventes
- Reign Edwards como Rachel Reid,[7] uma mergulhadora competitiva e atleta do grupo das sobreviventes
- Mia Healey como Shelby Goodkind,[7] uma bela cristã reservada entre o grupo de sobreviventes
- Helena Howard como Nora Reid, irmã gêmea fraterna de Rachel e uma nerd em livros entre o grupo das sobreviventes
- Erana James como Toni Shalifoe,[7] a melhor amiga queer de Martha, atlética e cabeça quente entre o grupo de sobreviventes
- Sarah Pidgeon como Leah Rilke,[7] uma solitária e aspirante a escritora entre o grupo de sobreviventes.
- David Sullivan como Daniel Faber,[7] um especialista em trauma do FBI
- Troy Winbush como Dean Young,[7] um ríspido agente do FBI e investigador experiente
- Rachel Griffiths como Gretchen Klein,[7] a chefe do programa Dawn of Eve no Havaí
- Charles Alexander como Kirin O'Conner (2ª temporada)
- Zack Calderon como Rafael Garcia (2ª temporada)
- Nicholas Coombe como Josh Herbert (2ª temporada)
- Miles Gutierrez-Riley como Ivan Taylor (2ª temporada)
- Aidan Laprete como Henry Tanaka (2ª temporada)
- Tanner Ray Rook como Bo Leonard (2ª temporada)
- Reed Shannon como Scotty Simms (2ª temporada)

### Recorrente
- Jarred Blakiston como Alex, um membro da equipe de Gretchen que duvida de seus métodos
- Jen Huang como Susan, um membro da equipe de Gretchen
- Joe Witkowski como Thom, um membro da equipe de Gretchen
- Barbara Eve Harris, membro da equipe de Gretchen
- Alex Fitzalan como Seth Novak (2ª temporada), meio-irmão de Henry

### Convidados
- Chi Nguyen como Jeanette Dao, a nona garota no avião. Descobre-se que seu nome verdadeiro é Linh Bach e ela trabalha para Gretchen como infiltrada.
- James Fraser como Ian Murnen, amigo de Leah que tem sentimentos por ela
- Carter Hudson como Jeffrey Galandis, um escritor com quem Leah tem um breve relacionamento. Ele termina com ela depois de descobrir que ela é menor de idade.
- Greg Bryk como Tim Campbell, pai doente de Dot
- Shane Callahan como James Reid, pai de Nora e Rachel
- Ddé Dionne Gipson como Angela Reid, mãe de Nora e Rachel
- Jose Velazquez como Mateo, o enfermeiro que cuida do pai de Dot e tem sentimentos por ela
- Bella Shepard como Regan, ex-namorada de Toni
- Poorna Jagannathan como Rana Jadmani, mãe de Fatin
- Ali Ghadir como Ahmad Jadmani, pai de Fatin
- Warren Kole como Dave Goodkind, pai de Shelby que conduz sessões de terapia de reorientação sexual
- Stefania LaVie Owen como Becca Gilroy, a melhor amiga de Shelby que tem sentimentos por ela
- Bonnie Soper como JoBeth Goodkind, mãe de Shelby
- Kimberly Guerrero como Bernice Blackburn, mãe de Martha
- Lewis Fitz-Gerald como Dr. Ted Wolchak, um médico que abusou sexualmente de Martha, e algumas outras meninas, quando ela era pequena
- Johnny Berchtold como Quinn, ex-namorado de Nora, que ela conheceu no verão durante um curso no campus da faculdade

## Episódios

### Resumo
| Temporada | Temporada | Episódios | Episódios | Originalmente lançado  |
| --------- | --------- | --------- | --------- | ---------------------- |
|           | 1         | 10        | 10        | 11 de dezembro de 2020 |
|           | 2         | 8         | 8         | 6 de maio de 2022      |

### 1ª Temporada (2020)
| N.º na série | N.º na temp. | Título                                     | Dirigido por      | Escrito por                   | Personagem em destaque | Lançamento             |
| --- | ------------ | ------------------------------------------ | ----------------- | ----------------------------- | ---------------------- | ---------------------- |
| 1 | 1            | "Day One" "Dia Um" (BR)                    | Susanna Fogel     | Sarah Streicher               | Leah                   | 11 de dezembro de 2020 |
| A caminho do retiro Dawn of Eve no Havaí, nove adolescentes – Rachel, Nora, Martha, Toni, Shelby, Dot, Leah, Fatin e Jeanette – ficam presas em uma ilha remota quando seu avião cai. A maioria das meninas está ilesa, mas Jeanette tem uma lesão grave no estômago e logo morre de hemorragia interna. As meninas tentam pedir ajuda usando o telefone de Dot, mas a bateria acaba. Desconhecido para as meninas, Gretchen Klein, a organizadora do programa Dawn of Eve, está monitorando-as através de câmeras escondidas na ilha; Jeanette (que era a única sem conexão prévia com nenhuma das outras) era uma agente disfarçada que trabalhava para Gretchen, assim como uma das meninas sobreviventes. Flashbacks mostram a vida de Leah antes do acidente: ela teve um relacionamento romântico e sexual com Jeffrey, um romancista de 30 anos; quando Jeffrey descobriu que Leah havia mentido sobre ter 18 anos, ele imediatamente rompeu o relacionamento, deixando Leah perturbada. Em flashforwards, algum tempo depois de ser resgatada da ilha, Leah está sendo interrogada pelos investigadores do FBI Daniel Faber e Dean Young. Ela diz a eles que enquanto todo mundo estava dormindo, o telefone de Jeanette começou a tocar em seu túmulo. Leah o usou para ligar para Jeffrey, mas estava ansiosa demais para dizer qualquer coisa antes que o telefone desligasse. |              |                                            |                   |                               |                        |                        |
| 2 | 2            | "Day Two" "Dia Dois" (BR)                  | John Polson       | Sarah Streicher               | Rachel                 | 11 de dezembro de 2020 |
| Leah conta para as outras sobre o telefone de Jeanette, mas não diz a elas que ligou para Jeffrey. Rachel está furiosa porque Jeanette tinha um telefone funcionando e não contou para elas sobre isso. Toni fica com ciúmes da crescente amizade de Shelby e Martha. Rachel lidera uma expedição ao topo de uma colina para ter uma visão da ilha, planejando usar o espelho de Fatin para pedir ajuda. Rachel acidentalmente joga o espelho de um penhasco durante uma discussão; Leah arriscadamente tenta recuperá-lo, mas não consegue. Enquanto isso, Gretchen continua a vigiar as meninas e faz com que elas descubram uma bolsa contendo remédios, ostensivamente pertencentes ao piloto do avião acidentado. Flashbacks mostram o passado de Rachel; ela era uma mergulhadora competitiva cujo treinador lhe disse que ela não tinha corpo para o esporte. Isso é difícil para Rachel, que desenvolve bulimia severa tentando perder peso, prejudicando seu relacionamento com sua irmã Nora; ela bate a cabeça e cai durante um mergulho crucial. Flashforwards para a entrevista de Rachel com Faber e Young revelam que Rachel perdeu a mão direita antes de ser resgatada. |              |                                            |                   |                               |                        |                        |
| 3 | 3            | "Day Three" "Dia Três" (BR)                | John Polson       | Daniel Paige                  | Dot                    | 11 de dezembro de 2020 |
| Dot e Shelby procuram abrigo para o grupo e se unem ao longo do caminho antes de finalmente encontrarem uma caverna. Enquanto isso, Rachel, Leah e Nora nadam até os destroços do avião na tentativa de encontrar mais suprimentos. Rachel e Leah fazem vários mergulhos na tentativa de recuperar o gravador de voo do avião; Rachel quase afoga Leah, segurando-a debaixo d'água. Elas finalmente recuperam o gravador de vôo e as meninas discutem se devem abri-lo; elas eventualmente votam para abri-lo e ouvem a gravação do piloto pedindo ajuda quando o avião cai. Flashbacks mostram o passado de Dot; ela vendia drogas para os alunos da escola dela e de Shelby (incluindo o namorado traidor de Shelby) enquanto cuidava de seu pai doente, Tim. Tim eventualmente pede a Dot que o sacrifique, o que ela relutantemente faz; seu último pedido é que ela vá ao retiro Dawn of Eve. Mais tarde, Gretchen encontra-se com Dot e oferece-lhe a viagem de graça. Dot responde cinicamente que nada é de graça e se pergunta o que Gretchen realmente quer dela. Em um flashforward, Dot é entrevistada por Faber e Young. |              |                                            |                   |                               |                        |                        |
| 4 | 4            | "Day Six" "Dia Seis" (BR)                  | Cherie Nowlan     | Tonya Kong                    | Toni                   | 11 de dezembro de 2020 |
| Quando um saco de batatas fritas chega à praia, as meninas fazem um concurso de construção de abrigos para determinar quem o recebe. Leah se choca com Fatin pela falta de esforço desta última e elas lutam; Leah empurra Fatin depois que ela brinca com ela sobre seu relacionamento com Jeffrey. Toni continua a brigar com Shelby sobre suas tentativas de assumir o comando e com Martha sobre sua amizade com Shelby. Ela finalmente perde o controle e destrói o abrigo de sua equipe com raiva, perturbando Martha, que diz que está cansada de pegar os pedaços atrás dela. Naquela noite, Fatin deixa o abrigo recém-construído com raiva após uma discussão com Leah. Flashbacks mostram que Toni está no sistema de adoção enquanto sua mãe está em reabilitação. Na escola, Toni começa a namorar com uma jovem chamada Regan, mas elas se separam devido ao pavio curto de Toni e à incapacidade de se afastar do conflito. Após o rompimento, Martha conforta Toni e a convida para ficar em sua casa. Em flashforwards, Toni diz a Faber e Young que o gravador de vôo era um "cocktease", já que nada aconteceu. |              |                                            |                   |                               |                        |                        |
| 5 | 5            | "Day Seven" "Dia Sete" (BR)                | Haifaa Al-Mansour | Shalisha Francis-Feusner      | Fatin                  | 11 de dezembro de 2020 |
| Na manhã seguinte, Fatin ainda está desaparecida, e Toni encontra algumas roupas de Fatin manchadas de sangue. O grupo se aventura na floresta para procurá-la, com Nora ficando para trás para cuidar do fogo. Enquanto procura Fatin, Rachel fica presa em uma poça de lama e as outras conseguem salvá-la. Ao mesmo tempo, Nora evita que o fogo se apague queimando algumas páginas de um diário. Eventualmente, elas encontram Fatin, que descobriu uma lagoa, finalmente dando às meninas uma fonte de água fresca; observando-as, Gretchen observa o marco. De volta ao acampamento, Fatin e Leah se reconciliam e queimam a cópia de Rachel do livro de Jeffrey. Naquela noite, as meninas vão enterrar o corpo de Jeanette mais fundo, mas descobrem que ele está desaparecida. Flashbacks revelam que Fatin é uma violoncelista, forçada a continuar tocando por sua mãe autoritária. Quando ela descobre que seu pai está traindo sua mãe, ela o envergonha publicamente enviando suas fotos nuas para todos os seus contatos; no entanto, sua mãe fica do lado de seu pai, e eles decidem transferir Fatin para um internato religioso depois que ela voltar do retiro. Em um flashforward, Fatin é entrevistada por Faber e Young, e eles discutem a crescente paranóia de Leah sobre a ilha.                                                                                |              |                                            |                   |                               |                        |                        |
| 6 | 6            | "Day Twelve" "Dia Doze" (BR)               | Alison Maclean    | Sarah Streicher               | Leah                   | 11 de dezembro de 2020 |
| O corpo de Jeanette é transportado de volta para Gretchen. Rachel descobre mexilhões, proporcionando um banquete para todas, exceto Shelby, que afirma ser alérgica. A homofobia mal disfarçada de Shelby em relação a Toni é criticada pelas outras. Logo todas, exceto Shelby, desenvolvem intoxicação alimentar dos mexilhões, com Toni sofrendo os piores sintomas. Leah vai buscar a bolsa de remédios; mas vendo Shelby se comportando de forma suspeita, ela deixa cair brevemente a bolsa para segui-la, perdendo algumas das pílulas. Uma vez que elas retornam, Shelby força Toni a tomar a única pílula anti-náusea restante. Naquela noite, Martha desmaia e Leah admite que perdeu alguns dos comprimidos. Enquanto isso, Gretchen se interna em um hospital psiquiátrico para conhecer Faber e lhe oferecer um emprego. Em flashbacks, o amigo de Leah, Ian, tenta beijá-la durante um acampamento, mas ela foge quando ele critica o tratamento de Jeffrey; mais tarde, ela acusa Ian de dizer a Jeffrey que ela tinha menos de 18 anos. Mais tarde, Leah é atropelada por um carro depois de participar de uma festa; no hospital, seus pais expressam suas preocupações sobre sua depressão. Em flashforwards, Faber conversa com Leah em seu quarto; ele critica sua tendência à obsessão e paranóia e, eventualmente, a seda.                                          |              |                                            |                   |                               |                        |                        |
| 7 | 7            | "Day Fifteen" "Dia Quinze" (BR)            | Ed Wild           | Melissa Blake                 | Jeanette               | 11 de dezembro de 2020 |
| Uma maré alta inunda a praia, levando muitos suprimentos das meninas para o mar; elas mudam o acampamento para outro local. Shelby encontra mais duas malas "lavadas", cheias de suprimentos valiosos; desconfiada da descoberta conveniente e do comportamento secreto de Shelby, Leah acusa Shelby de saber algo sobre sua situação. Shelby revela seu segredo - ela tem dois dentes faltando e usa dentadura. Além do grupo, Toni aconselha Shelby a aproveitar a oportunidade de se libertar das expectativas de sua família, e Shelby a beija. Enquanto isso, Nora revela que Rachel foi cortada da equipe de mergulho e não está indo para Stanford, fazendo com que os duas briguem até que Dot ponha um fim nisso. Mais tarde, um avião sobrevoa a ilha e percebe as meninas, dando-lhes esperança de resgate. Flashbacks revelam que Jeanette era na verdade Linh Bach, uma estudante de pós-graduação australiana que Gretchen recrutou como assistente de pesquisa para seu estudo sobre como a sociedade se desenvolveria na ausência do patriarcado. Linh quase desistiu quando viu as outras meninas drogadas para encenar o falso acidente de avião (lembrando-a de uma agressão sexual passada) e foi acidentalmente ferida ao cair de uma doca, mas decidiu continuar com o projeto, levando à sua morte.                                                                |              |                                            |                   |                               |                        |                        |
| 8 | 8            | "Day Sixteen" "Dia Dezesseis" (BR)         | Tara Nicole Weyr  | Amy B. Harris & Melissa Blake | Shelby                 | 11 de dezembro de 2020 |
| Gretchen mexe os pauzinhos para evitar que o piloto que viu as meninas as resgate. As meninas, acreditando que o resgate é iminente, comem a maior parte da comida restante, incluindo alguns comestíveis de cannabis. Chapadas, as meninas discutem planos para suas vidas após serem resgatadas. Toni garante a Shelby que não contou a Martha sobre o beijo. Rachel reconhece que seu tempo como mergulhadora acabou. Na floresta, Martha vê Alex, um dos assistentes de Gretchen, mas sob a influência de cannabis ela o confunde com um manequim; e quando ela traz as outras meninas para mostrá-las, o manequim foi colocado lá. Naquela noite, Shelby corta alguns de seus cabelos enquanto tem um colapso mental. Mais tarde, Leah pede desculpas a Shelby por suspeitar dela. Flashbacks retratam a vida de Shelby como participante de um concurso de beleza adolescente; seu pai controlador faz sessões de terapia de conversão. Experimentando vestidos para um concurso, Shelby beija sua melhor amiga, Becca; depois que seus pais descobrem, Shelby pede a Becca para ficar longe dela. Mais tarde, ela descobre que Becca cometeu suicídio. Flashforwards mostram Shelby sendo entrevistada por Faber e Young; ela agora tem a cabeça raspada. Ela exige permissão para ver Leah; quando ela vai, ela secretamente dá uma nota para Leah.                               |              |                                            |                   |                               |                        |                        |
| 9 | 9            | "Day Twenty-Two" "Dia Vinte e Dois" (BR)   | Sydney Freeland   | J.L. Tiggett                  | Martha                 | 11 de dezembro de 2020 |
| O resgate não chegou e as meninas estão sem comida há dois dias. Toni, Martha e Shelby procuram comida na floresta. Para desgosto de Martha, Shelby sugere que eles matem um animal. Martha deixa uma cabra escapar, irritando as outras, mas depois a encontra sozinha e a mata. Shelby e Toni encontram uma lichia; as duas se beijam novamente e depois fazem sexo. Enquanto isso, Nora percebe que Rachel agora tem medo de nadar e tenta convencê-la a voltar para a água. Suspeita e delirante, Leah tenta nadar para longe da ilha; Rachel mergulha e a salva de um afogamento. Naquela noite, Leah descobre Nora conversando com a equipe de Gretchen - ela é a informante sobrevivente. Flashbacks mostram que Martha foi uma das várias meninas abusadas sexualmente por um médico que a ajudou após uma lesão, mas permanece em negação sobre isso. Martha inicialmente se recusa a testemunhar contra ele; eventualmente, uma vez que ela concorda em falar com o grande júri, ela mente e diz que ele não fez nada. Em flashforwards, Young lê arquivos sobre as meninas, incluindo o diário de Nora; ele sugere a Gretchen que eles poderiam usar o perjúrio de Martha como alavanca para impedir que sua família processasse. |              |                                            |                   |                               |                        |                        |
| 10 | 10           | "Day Twenty-Three" "Dia Vinte e Três" (BR) | John Polson       | Sarah Streicher               | Nora                   | 11 de dezembro de 2020 |
| Na manhã seguinte, Shelby diz a Toni que gostou da noite delas, mas que não está pronta para falar sobre isso. Martha pede que as outras a ajudem a carregar a cabra para o acampamento. Leah finge não se lembrar de nada da noite anterior, mas segue Nora pela floresta para procurar câmeras escondidas; Nora a engana para que ela caia em um poço. Shelby e Toni falam sobre seus sentimentos um pelo outro. Leah escapa do poço e retorna ao acampamento, mas antes que ela possa contar as outras sobre a traição de Nora, Rachel é atacada por um tubarão e Nora corre para a água para salvá-la. Flashbacks mostram Nora namorando um rapaz chamado Quinn durante o verão, mas termina com ele porque Rachel não gosta dele. No outono, Nora descobre que Quinn foi morto em um acidente de trote. Ela conhece Gretchen e descobre que Quinn foi morto por seu filho; Gretchen então recruta Nora para seu escritório. Em flashforwards, Leah lê a nota de Shelby: "Você estava certa." Ela convence Young a deixá-la sair para tomar ar fresco; quando ele a leva de volta ao quarto, ela consegue deixar a porta destrancada. Naquela noite, ela sai de seu quarto e descobre uma sala de telas monitorando um grupo masculino de náufragos, o "Twilight of Adam". |              |                                            |                   |                               |                        |                        |

### 2.ª temporada (2022)
| N.º na série | N.º na temp. | Título                           | Dirigido por    | Escrito por                 | Personagem em destaque | Lançamento        |
| --- | ------------ | -------------------------------- | --------------- | --------------------------- | ---------------------- | ----------------- |
| 11 | 1            | "Day 30/1" "Dia 30 / 1" (BR)     | Alison Maclean  | Sarah Streicher             | Rafael                 | 6 de maio de 2022 |
| Rachel perde a mão direita no ataque do tubarão, e Nora é arrastada para o mar tentando resgatá-la e é dada como morta. À medida que as meninas mudam seu acampamento para o interior, Rachel fica atordoada de tristeza. Incapaz de provar que Nora sabia que o grupo estava preso intencionalmente, Leah tenta obter informações sobre Nora com Rachel; Rachel ataca ela, culpando-se pela morte de sua irmã. Eventualmente, Dot convence Rachel a se mudar para o interior com os outros. Enquanto isso, um experimento paralelo começou com nove meninos em uma ilha: Rafael, Josh, Scotty, Bo, Kirin, Ivan, Henry, Seth e DJ. No primeiro dia perdidos, eles se separaram para vasculhar a ilha. Eles se reúnem para encontrar DJ morto, seu corpo aparentemente mutilado por um animal selvagem. Sem que eles soubessem, a morte de DJ foi forjada; ele é Devon, filho de Gretchen, que matou o ex-namorado de Nora, Quinn. Flashforwards: Rafael conta a Young e Faber que alguns dos meninos perdidos se tornaram monstros como resultado de suas experiências; quando ele retorna para seu quarto, Leah está esperando por ele. |              |                                  |                 |                             |                        |                   |
| 12 | 2            | "Day 34 / 12" "Dia 34 / 12" (BR) | Alison Maclean  | Melissa Blake               | Rafael                 | 6 de maio de 2022 |
| Os suprimentos de comida estão acabando na ilha dos meninos. Rafael derrama um pote de salsa e, envergonhado, foge para o mato. Seth se junta a ele e juntos eles encontram um bunker subterrâneo cheio de comida e cerveja. Seth dá crédito a Rafael pela descoberta, tornando-o o herói do dia. Na ilha das meninas, Rachel e Leah se reconciliam e encontram uma caixa de suprimentos para festas no mar. Enquanto isso, Martha fica irritada com as tentativas de Toni de aproximar ela e Shelby. Flashbacks: Rafael viajou de Tijuana para frequentar uma escola particular em San Diego, onde sua namorada Marisol era filha de um rico filantropo. Rafael faltou às obrigações familiares para participar de uma festa de gala beneficente com a família de Marisol, mas no caminho brigou com outro motorista. Ele foi preso pela Alfândega e Proteção de Fronteiras, e foi resgatado no dia seguinte pelos pais de Marisol. Flashforwards: Leah promete ajudar Rafael a escapar e o convence a confiar nela. Depois, ela confronta Faber e se oferece para ajudar a conseguir informações de Rafael se o responsável a ajudar em troca; Gretchen aceita sua oferta. |              |                                  |                 |                             |                        |                   |
| 13 | 3            | "Day 36 / 14" "Dia 36 / 14" (BR) | Nima Nourizadeh | Franklin Hardy              | Bo & Scotty            | 6 de maio de 2022 |
| À noite, os meninos ouvem uma onça rondando o acampamento. Escondendo o suprimento de comida do animal, Scotty convence Bo a roubar um pouco de carne seca para si, preocupado que os outros possam não ser confiáveis. Na noite seguinte, enquanto os meninos acampam em uma saliência estreita, Ivan retalia contra as piadas homofóbicas de Kirin, revelando aos outros que Kirin tem gonorréia. Preocupado com a possibilidade de a onça se sentir atraída pelo cheiro da comida roubada e sentindo-se culpado por roubar do grupo, Bo sai da saliência para devolvê-la; ele e Scotty escapam por pouco do animal ao retornar. Enquanto isso, Toni quase é atingida pela queda de um galho de árvore e Martha confessa seu medo de sexo a Fatin. Flashbacks: Scotty e Bo eram melhores amigos na Flórida, mas Bo teve que esconder escrupulosamente qualquer vestígio de suas atividades de seus pais abusivos e hipercontroladores. Quando um dos esquemas de ganhar dinheiro de Scotty (comprar algumas camisetas para revender) acidentalmente fez com que o cortador de grama do pai de Bo fosse inundado por uma tempestade, Bo foi espancado por isso. Mais tarde, os dois vandalizaram uma casa que havia sido a casa de infância de Scotty. Flashforwards: Scotty é entrevistado por Young e Gretchen. |              |                                  |                 |                             |                        |                   |
| 14 | 4            | "Day 42 / 15" "Dia 42 / 15" (BR) | Nima Nourizadeh | Leon Chills                 | –                      | 6 de maio de 2022 |
| As meninas dão uma festa de aniversário para Dot na praia. Quando a dor de Rachel por Nora ressurge, Shelby sente pena dela e conta como ela usou a oração para lidar com sua dor por Becca. Enquanto isso, Seth organiza os meninos para matar a onça: eles alinham o bunker com estacas afiadas, coberta com folhas e com um pequeno animal morto em cima como isca. Depois que a onça cai na armadilha, Kirin a mata com uma lança esculpida por Ivan. Na festa da vitória naquela noite, Kirin debocha de Seth, e Seth sai furioso envergonhado. Josh se aproxima dele para simpatizar, ele próprio foi vítima de bullying, mas Seth o afasta. Mais tarde, quando Josh tenta confortar Seth na tenda, Seth o agride sexualmente. Flashforwards: Young e Faber prometem permitir que Leah ligue para Jeffrey se ela conseguir que Rafael conte o que aconteceu mais tarde naquela noite. Ele conta a ela os acontecimentos do dia, mas antes que possa terminar, ela sussurra: "Eles estão ouvindo"; e por isso Rafael não revela o que aconteceu entre Josh e Seth. |              |                                  |                 |                             |                        |                   |
| 15 | 5            | "Day 45 / 16" "Dia 45 / 16" (BR) | Ben C. Lucas    | Amy B. Harris & Leon Chills | –                      | 6 de maio de 2022 |
| Seth, que é o segundo espião de Gretchen na ilha, grava uma mensagem caracterizando Josh como frágil e instável. Quando os meninos se separam em busca de água doce, Seth destrói os microfones escondidos na praia. Josh conta a Kirin que foi agredido por Seth. Quando o grupo se reúne na praia, Kirin acusa Seth publicamente. Apenas Rafael acredita nas alegações de inocência de Seth; os outros votam para banir Seth do grupo. Naquela noite, Josh pede ao grupo que prometa nunca revelar o que aconteceu com ele. Enquanto isso, as meninas realizam um funeral para Nora. Fatin convence Leah a tentar abandonar suas suspeitas sobre Nora, mas a própria Fatin encontra notas escondidas nos pertences de Nora que incitam suas próprias suspeitas. Após o funeral, Rachel fica sentada na praia, de luto, enquanto Nora, viva e bem, a observa através dos monitores na sede de Gretchen. Flashforwards: Young repreende Leah por não deixar Rafael terminar sua história, mas dá uma dica que lhe permite encontrar um celular escondido em seu quarto. Enquanto isso, Gretchen e Faber entrevistam Bo, Kirin, Henry e Josh, mas nenhum deles revela por que Seth foi exilado. |              |                                  |                 |                             |                        |                   |
| 16 | 6            | "Day 46 / 26" "Dia 46 / 26" (BR) | Ben C. Lucas    | A. Rey Pamatmat             | Ivan & Kirin           | 6 de maio de 2022 |
| Quando Shelby diz "eu te amo" para Toni pela primeira vez, Toni entra em pânico, mas Martha a lembra de encontrar valor em si mesma, dando-lhe confiança para dizer a Shelby que a ama também. Leah começa a ter alucinações de Ben Folds. Quando Martha descobre que suas armadilhas de caça mataram uma mãe coelha com bebês amamentados, ela teve um colapso nervoso e matou os bebês também. Quando os meninos descobrem que Seth tem um isqueiro, eles o rastreiam e o levam de volta; Ivan e Rafael ficam incomodados com a forma violenta como Seth é tratado. Depois que Rafael fica com pena de Seth e traz água potável e um suéter, Josh insiste em exilá-lo do acampamento também; Ivan se autoexila para trazer uma vela para Rafael e Seth em uma noite fria. Flashbacks: Ivan liderou uma campanha para fazer com que o treinador de lacrosse de Kirin fosse demitido por usar uma fantasia de blackface no Halloween. Quando encontrou Kirin de luto pela carreira do treinador, Ivan o atraiu para um discurso homofóbico para expulsá-lo da escola; O namorado de Ivan o deixou enojado, deixando um bilhete dizendo "Seja carinhoso". Flashforwards: Ivan se recusa a explicar a causa das divisões entre os meninos.                                                                           |              |                                  |                 |                             |                        |                   |
| 17 | 7            | "Day 50 / 33" "Dia 50 / 33" (BR) | Aurora Guerrero | Franklin Hardy              | Seth                   | 6 de maio de 2022 |
| As meninas decidem mover Martha, ainda catatônica. Quando ela quase se afoga, Toni ataca o grupo. À medida que mais meninos são exilados do campo principal, os excluídos percebem que são mais numerosos que o campo principal. Seth propõe fundir os grupos novamente. No entanto, a frágil paz desmorona quando Seth se recusa a deixar Josh sozinho, tentando agressivamente fazer amizade com ele. Seth é exilado pelo grupo pela segunda vez. Flashbacks: Seth cuidou de sua amiga Julia depois que ela teve uma noite ruim com o namorado. Na manhã seguinte, eles fizeram sexo e Seth ficou cada vez mais obcecado por Julia, especialmente depois que ela voltou para o namorado. Isso culminou com Seth roubando seu gato. Flashforwards: Gretchen se aproxima de Josh para descobrir a verdade sobre o que aconteceu com os meninos. |              |                                  |                 |                             |                        |                   |
| 18 | 8            | "Exodus" "Êxodo" (BR)            | Ben Young       | Sarah Streicher             | –                      | 6 de maio de 2022 |
| Fatin e Shelby encontram evidências de que foram trazidos para a ilha de propósito e que Nora fazia parte do plano. Elas decidem esconder isso do grupo, mas antes que possam investigar mais, um helicóptero chega. Seth se aproxima dos meninos alegando que encontrou o barco que deveria resgatá-lo quando ele exigiu a extração de Gretchen. Ele se oferece para sair em busca de resgate. Desconfiando dele, Kirin se oferece para ir com Seth e Raf se junta na tentativa de manter a paz. O plano dá errado quando Kirin cai no mar e Seth pede que Raf atinja Kirin com um remo e o abandone. Em vez disso, Raf se volta contra Seth, mas, enquanto ele o esmurra, Kirin avista um barco de resgate. Flashfowards: Os grupos de meninos e meninas finalmente se unem. No entanto, eles encontram a instalação abandonada enquanto Gretchen, seu filho e os outros trabalhadores fogem da instalação. Gretchen revela que ainda tem alguém infiltrado. Quando o grupo percebe que ainda está preso na ilha, uma música começa a tocar. É revelado que Seth é quem toca a música. |              |                                  |                 |                             |                        |                   |

## Produção

### Desenvolvimento
Em 28 de junho de 2018, a Amazon Studios deu um pedido piloto de produção. Em 3 de agosto de 2018, foi anunciado que Susanna Fogel havia assinado o contrato para dirigir o piloto e atuar como produtora executiva. Em 28 de maio de 2019, foi anunciado que a Amazon Studios havia dado à produção um pedido de série para uma primeira temporada composta por dez episódios. A série foi desenvolvida por Sarah Streicher, que também deve ser produtora executiva ao lado de Jamie Tarses da Fanfare; e Dylan Clark e Brian Williams da Dylan Clark Productions. Também foi anunciado que Amy B. Harris atuaria como a showrunner da série e produtora executiva. Em 19 de dezembro de 2020, a Amazon Studios renovou a série para uma segunda temporada.

### Elenco
Em 31 de julho de 2018, Mia Healey, Helena Howard, Reign Edwards e Shannon Berry foram escaladas como regulares na série. Em 7 de novembro de 2019, Rachel Griffiths, David Sullivan, Troy Winbush, Sophia Taylor Ali, Sarah Pidgeon, Jenna Clause e Erana James se juntaram ao elenco principal. Em 3 de maio de 2021, Zack Calderon, Aidan Laprete, Nicholas Coombe, Charles Alexander, Miles Gutierrez-Riley, Reed Shannon, Tanner Ray Rook e Alex Fitzalan foram escalados para os papéis principais da segunda temporada.

### Filmagens
As filmagens da primeira temporada começaram em outubro de 2019 na Nova Zelândia. A maioria das cenas ao ar livre da primeira temporada foram filmadas em Bethells Beach, Nova Zelândia. As filmagens da segunda temporada se mudariam da Nova Zelândia para Queensland, Austrália e começaram a filmar em abril de 2021. As filmagens da segunda temporada terminaram em agosto de 2021.

## Lançamento
A primeira temporada da série foi lançada em 11 de dezembro de 2020 no Prime Video.

## Recepção
No agregador de resenhas Rotten Tomatoes, a série recebeu um índice de aprovação de 92% com base em 25 resenhas críticas, com uma classificação média de 7,32 / 10. O consenso dos críticos do site diz: "Um thriller viciante que também captura a vida complexa de meninas adolescentes, vale a pena se perder em The Wilds." O Metacritic deu à série uma pontuação média ponderada de 76 de 100 com base em 11 críticas, indicando "análises em geral favoráveis".
Kristen Baldwin, da Entertainment Weekly, deu à série um B + e escreveu: "Aqui, o mistério não é tanto por que essas garotas estão na ilha, mas como estar lá vai mudá-las — e eu, por exemplo, quero voltar." Richard Roeper, do Chicago Sun-Times, deu à série 3,5 de 4 estrelas e disse: "O que é tão impressionante em The Wilds é como a criadora Sarah Streicher e os talentosos jovens membros do elenco nos mergulham neste mundo tão rapidamente e criam um interesse quase instantâneo e empatia por essas oito adolescentes."
No Rotten Tomatoes, a segunda temporada possui um índice de aprovação de 83% com base em 18 críticas, com uma classificação média de 6,6/10. O consenso dos críticos do site afirma: "The Wilds fica um pouco perdido depois de expandir seu conjunto às custas de seu gancho original, mas o elenco principal permanece tão assistível como sempre." A segunda temporada recebeu uma pontuação de 58 em 100 no Metacritic com base em 4 críticos, indicando "críticas mistas ou médias".